# ماركوس سورغ
ماركوس سورغ (بالألمانية: Marcus Sorg) هو مدرب كرة قدم ولاعب كرة قدم ألماني في مركز الهجوم، ولد في 24 ديسمبر 1965 في أولم في ألمانيا. لعب مع نادي شتوتغارت.

## وصلات خارجية
- ماركوس سورغ على موقع قاعدة بيانات كرة القدم.إي يو (الإنجليزية)
- ماركوس سورغ على موقع عالم كرة القدم.نت (الإنجليزية)